# بيعة الرضوان
بيعة الرضوان أو بيعة الشجرة هي حادثة في التاريخ الإسلامي حدثت في شهر ذي القعدة من السنة السادسة للهجرة الموافق شهر مارس سنة 628م في منطقة الحديبية، حيث بايع فيها الصحابة النبي محمد على قتال قريش وألا يفروا حتى الموت، بسبب ما أشيع من أن عثمان بن عفان قتلته قريش حين أرسله النبي محمد إليهم للمفاوضة، لما منعتهم قريش من دخول مكة وكانوا قد قدموا للعمرة لا للقتال. فلما بلغ المسلمين إشاعة مقتل عثمان قال لهم النبي محمد: «لا نبرح حتى نناجز القوم»، ودعا المسلمين للبيعة فبايعوا.
ويُقدَّر عدد الصحابة الذين حضروا بيعة الرضوان نحو ألف وأربعمائة صحابي. وكانت البيعة تحت شجرة سُميت بعد ذلك بشجرة الرضوان، وسبب تسمية البيعة بالرضوان أنه جاء في القرآن الكريم أن الله قد رضي عن الصحابة الذين حضروا هذه البيعة، فقال الله تعالى في سورة الفتح الآية 18: ﴿لَقَدْ رَضِيَ اللَّهُ عَنِ الْمُؤْمِنِينَ إِذْ يُبَايِعُونَكَ تَحْتَ الشَّجَرَةِ فَعَلِمَ مَا فِي قُلُوبِهِمْ فَأَنْزَلَ السَّكِينَةَ عَلَيْهِمْ وَأَثَابَهُمْ فَتْحًا قَرِيبًا ۝١٨﴾ [الفتح:18]، لذلك يعتقد المسلمون وخاصةً أهل السنة والجماعة أن أهل بيعة الرضوان هم من أهل الجنة، كما وردت عدة أحاديث نبوية في ذات المعنى منها: «لَا يَدْخُلُ النَّارَ أَحَدٌ مِمَّنْ بَايَعَ تَحْتَ الشَّجَرَةِ».(1)

## خلفية
أمر النبي أصحابه باتخاذ الاستعدادات لأداء مناسك العمرة في مكة، بعد أن رأى في منامه أنه دخل هو وأصحابه المسجد الحرام، واستنفر النبي العرب ومن حوله من أهل البوادي من الأعراب ليخرجوا معه، ساق معه الهدي وأحرم بالعمرة لتعلم قريش أنه خرج زائرًا للبيت الحرام. فخرج منها يوم الاثنين غرة ذي القعدة سنة 6 هـ، ومعه زوجته أم سلمة، ونحو 1400 أو 1500 من الصحابة، ولم يخرج بسلاح، إلا سلاح المسافر (السيوف في القُرُب)، وساق معه 70 بدنة.(2) واستخلف على المدينة نميلة بن عبد الله الليثي وقيل: استخلف عبد الله بن أم مكتوم.
ولمّا علمت قريش بذلك، قررت منعه عن الكعبة، فأرسلوا 200 فارس بقيادة خالد بن الوليد للطريق الرئيسي إلى مكة. ولما وصل النبي لعسفان لقيه بشر بن سفيان الكلبي وأخبره بجيش قريش، فاتخذ النبي طريقًا آخر، وكان دليله في هذا الطريق حمزة بن عمرو الأسلمي، حتى وصل إلى بئر الحديبية على بعد 9 أميال من مكة،(3) فجاءه نفر من خزاعة ناصحين له، فقال لهم النبي «إنّا لم نجيء لقتال أحد، ولكنا جئنا معتمرين، وإن قريشًا قد نهكتهم الحرب وأضرّت بهم، فإن شاءوا ماددتهم، ويخلّوا بيني وبين الناس، وإن شاءوا أن يدخلوا فيما دخل فيه الناس فعلوا، وإلا فقد جَمُّوا، وإن هم أبَوا إلا القتال فوالذي نفسي بيده لأقاتلنهم على أمري هذا حتى تنفرد سالفتي، أو لينفذنّ الله أمره». فعادوا إلى قريش موصلين تلك الرسالة، فبعثت قريش الحليس بن علقمة الكناني سيد الأحابيش بني الحارث بن عبد مناة بن كنانة وحلفاء قريش فلما رآه الرسول قال: «إن هذا من قومٍ يتألّهون، فابعثوا الهدي في وجهه حتى يراه»، فلما رأى الحليس بن علقمة الهدي يسيل عليه من عرض الوادي في قلائده، وقد أكل أوباره من طول الحبس عن محله، رجع إلى قريش ولم يصل إلى الرسولِ محمدٍ إعظامًا لما رأى، فقال لهم ذلك، فقالوا له: «اجلس، فإنَّما أنت أعرابيٌّ لا علمَ لك»، فغضب عند ذلك الحليس وقال: «يا معشر قريش، والله ما على هذا حالفناكم، ولا على هذا عاقدناكم، أيُصَدُّ عن بيت الله من جاء معظِّماً له؟ والذي نفس الحليس بيده، لَتَخلنَّ بين محمد وبين ما جاء له، أو لأنفرنَّ بالأحابيش نفرة رجلٍ واحد»، فقالوا له: «مه، كف عنا يا حليس حتى نأخذ لأنفسنا ما نرضى به». ثم بعثت قريش عروة بن مسعود الثقفي، ليفاوض المسلمين، فأعاد النبي عليه نفس العرض، فعاد لمكة قائلاً:
«والله ما رأيتُ ملكًا يعظّمه أصحابه ما يعظم أصحاب محمد محمدًا، والله ما تَنَخَّمَ نخامة إلا وقعت في كف رجل منهم، فدلك بها وجهه وجلده، وإذا أمرهم ابتدروا أمره، وإذا توضأ كادوا يقتتلون على وَضوئه، وإذا تكلم خفضوا أصواتهم عنده، وما يُحِدُّون إليه النظر تعظيمًا له، وقد عرض عليكم خطة رُشْدٍ فاقبلوها.»

## البيعة
أراد النبي أن يبعث أحد الصحابة للتفاوض مع قريش على دخول مكة للعمرة، فدعا عمر بن الخطاب، ولكن عمر قال: «إني أخاف قريشًا على نفسي، وليس بمكة من بني عدي أحد يمنعني، وقد عرفت قريش عداوتي إياها وغلظتي عليها، ولكني أدلك على رجل أعز بها مني عثمان بن عفان»، فدعا النبي عثمان بن عفان، فانطلق عثمان إلى مكة، فلقيه أبان بن سعيد بن العاص وأجاره في بيته، وذهب عثمان إلى أبي سفيان بن حرب وأشراف مكة يخبرهم أن المسلمين لم يأتوا لحرب وإنما جاءوا زائرين للبيت الحرام، فقالوا لعثمان: «إن شئت أن تطوف بالبيت فطف». فقال: «ما كنت لأفعل حتى يطوف به رسول الله صلى الله عليه وسلم»، فاحتبسته قريش عند ذلك ثلاثة أيام، فبلغ المسلمين أن عثمان قد قتل. وقيل: أن عثمان بن عفان دخل مكة ومعه عشرة من الصحابة ليزوروا أهاليهم ولم يذكروا أسماءهم، فلما احتبست قريش عثمان عندها ثلاثة أيام، أشاع الناس أنهم قتلوه.
فعندئذٍ قال النبي للصحابة: «لا نبرح حتى نناجز القوم»، ودعا المسلمين إلى البيعة على القتال حتى الموت، وأمر عمر بن الخطاب أن ينادي الناس إلى البيعة، فكانت بيعة الرضوان تحت الشجرة، وكانت البيعة كما قال سلمة بن الأكوع على عدم الفرار وأنه إما الفتح وإما الشهادة، وكان الناس يقولون أن البيعة كانت على الموت، وكان جابر بن عبد الله يقول: «إن رسول الله صلى الله عليه وسلم لم يبايعنا على الموت، ولكن بايعنا على أن لا نفر.»
كان عدد المبايعين في ذلك اليوم يُقدَّر بحوالي ألف وأربعمائة من الصحابة، قال ابن حجر العسقلاني: «أنهم كانوا أكثر من ألف وأربعمائة، فمن قال: ألف وخمسمائة جبر الكسر، ومن قال ألف وأربعمائة ألغاه، ويؤيده قول البراء في رواية عنه: كنا ألفاً وأربعمائة أو أكثر.»، وكان أول من بايع أبو سنان الأسدي أخو عكاشة بن محصن، فقال له النبي: «عَلَى مَا تُبَايِعُ؟ قَالَ: عَلَى مَا فِي نَفْسِكَ»، وزاد ابن عمر: «فقال النبي: وما في نفسي؟ قال: أضرب بسيفي بين يدك حتى يظهرك الله أو أقتل. فبايعه، وبايعه الناس على بيعة أبي سنان»، وقيل أن أبا سنان الأسدي قُتِلَ في حصار بني قريظة قبل الحديبية. والذي بايعه يوم الحديبية سنان بن أبي سنان الأسدي. وقد بايع جميع الحاضرين إلا الجد بن قيس أخو بني سلمة؛ وكانوا يعدّونه من المنافقين، فكان جابر بن عبد الله يقول: «والله لكأني أنظر إليه لاصقا بإبط ناقته قد ضبأ إليها يستتر بها من الناس.»
ومن أشهر من حضر البيعة أبو بكر الصديق وعمر بن الخطاب وعلي بن أبي طالب وسعد بن أبي وقاص وعبد الرحمن بن عوف ومحمود بن مسلمة، ومن الصحابة من بايع أكثر من مرة مثل سلمة بن الأكوع الذي بايع ثلاث مرات كما ورد في صحيح مسلم. ثم علم المسلمون أن خبر مقتل عثمان كان باطلًا، وكانت البيعة سبب من أسباب صلح الحديبية، فلما علمت قريش بهذه البيعة خافوا وأشار أهل الرأي فيهم بالصلح. كما يعدّ علماء المسلمين عثمان بن عفان ممن حضر البيعة؛ لأن النبي بايع عنه، فوضع يده اليمنى على اليسرى وقال: «اللهم هذه عن عثمان.» وقال في ذلك صاحب الهمزية مادحًا عثمان بن عفان:

## مكانة المبايعين في الإسلام
| «بينما نحن قافلون من الحديبية، نادى منادي النبي ﷺ: أيها الناس، البيعة البيعة! نزل روح القدس. فسرنا إلى رسول الله، وهو تحت شجرة سمرة، فبايعناه، وذلك قول الله تعالى: ﴿لقد رضي الله عن المؤمنين إذ يبايعونك تحت الشجرة﴾.» |
| — سلمة بن الأكوع |

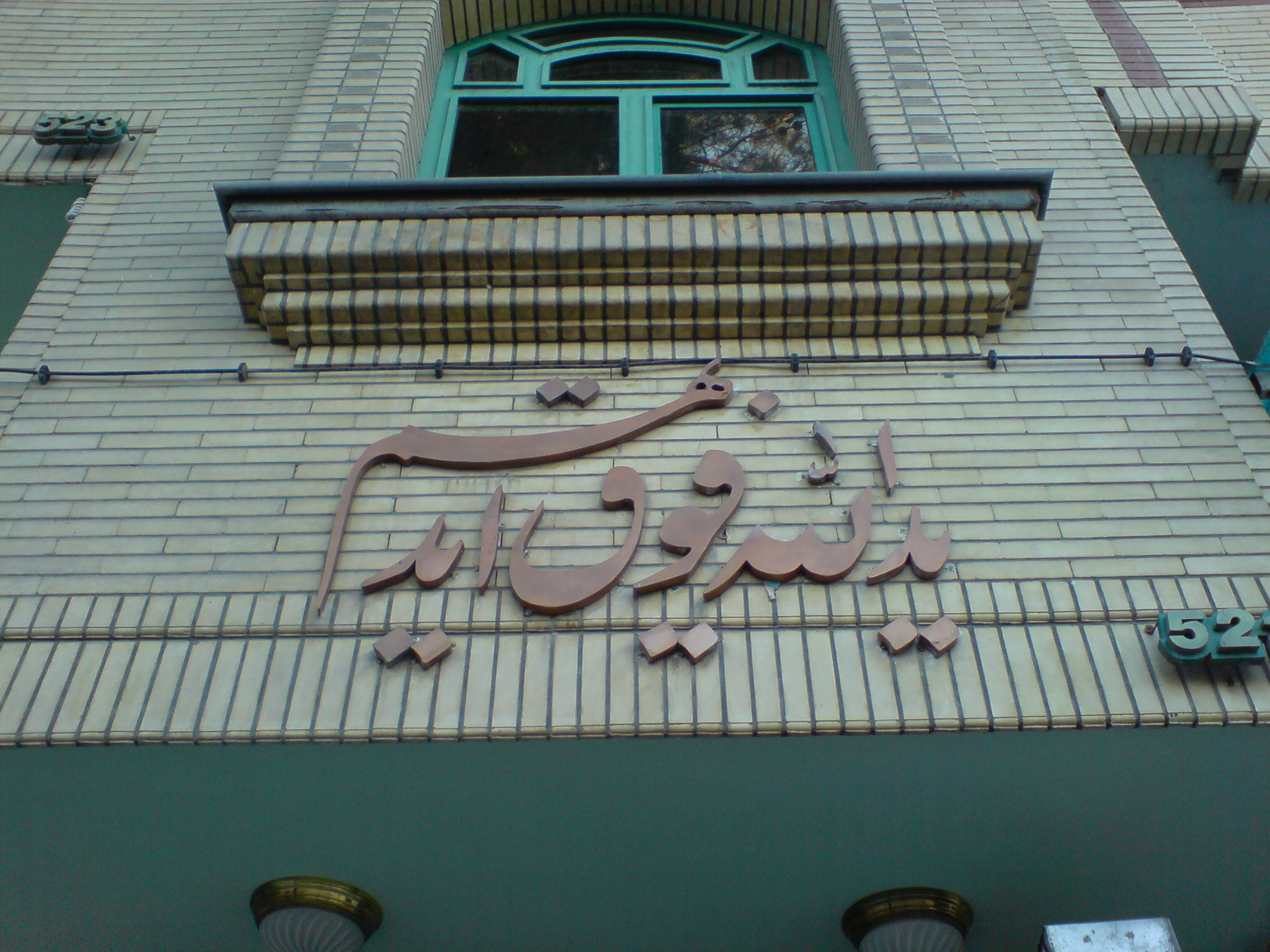
مكتوبة على أحد مباني نيسابور، وهي جزء من الآية العاشرة من سورة الفتح التي نزلت في أهل بيعة الرضوان.

للمبايعين في بيعة الرضوان منزلة كبيرة عند المسلمين خاصة أهل السنة والجماعة فيعدونهم من أهل الجنة، لإخبار القرآن بأن الله قد رضي عنهم، فقال الله تعالى: ﴿لَقَدْ رَضِيَ اللَّهُ عَنِ الْمُؤْمِنِينَ إِذْ يُبَايِعُونَكَ تَحْتَ الشَّجَرَةِ فَعَلِمَ مَا فِي قُلُوبِهِمْ فَأَنْزَلَ السَّكِينَةَ عَلَيْهِمْ وَأَثَابَهُمْ فَتْحًا قَرِيبًا ۝١٨﴾ سورة الفتح:18، وكذلك نزلت فيهم عدة آيات أخرى من سورة الفتح منها قوله تعالى: ﴿إِنَّ الَّذِينَ يُبَايِعُونَكَ إِنَّمَا يُبَايِعُونَ اللَّهَ يَدُ اللَّهِ فَوْقَ أَيْدِيهِمْ فَمَنْ نَكَثَ فَإِنَّمَا يَنْكُثُ عَلَى نَفْسِهِ وَمَنْ أَوْفَى بِمَا عَاهَدَ عَلَيْهُ اللَّهَ فَسَيُؤْتِيهِ أَجْرًا عَظِيمًا ۝١٠﴾ سورة الفتح:10. كما وردت عدة أحاديث نبوية في فضلهم منها:
- ما رواه البخاري ومسلم عن جابر بن عبد الله أنه قال:[12][25] «قال لنا رسول الله ﷺ يوم الحديبية: (أنتم خير أهل الأرض). وكنا ألفًا وأربعمائة»
- ما رواه مسلم عن جابر بن عبد الله أنه قال:[26] «أخبرتني أم مبشر: أنها سمعت النبي ﷺ يقول عند حفصة: «لا يدخل النار إن شاء الله من أصحاب الشجرة أحد الذين بايعوا تحتها»، قالت: بلى يا رسول الله: فانتهرها فقالت حفصة: ﴿وَإِنْ مِنْكُمْ إِلَّا وَارِدُهَا﴾ فقال النبي ﷺ: قد قال الله عز وجل ﴿ثُمَّ نُنَجِّي الَّذِينَ اتَّقَوْا وَنَذَرُ الظَّالِمِينَ فِيهَا جِثِيّاً﴾.»
- ما رواه مسلم عن جابر:[27] «أن عبدًا لحاطب جاء رسول الله صلى الله عليه وسلم يشكو حاطبًا فقال: يا رسول الله ليدخلن حاطب النار فقال رسول الله صلى الله عليه وسلم: "كذبت لا يدخلها فإنه شهد بدرًا والحديبية".»

## الشجرة ومكانها

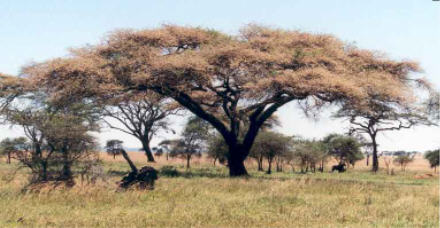
منظر بانورامي لشجرة السمر، وهو نوع شجرة الرضوان التي جرت عندها البيعة.

كانت شجرة الرضوان بفج نحو مكة بالقرب من بئر الحديبية، ولكن المسلمين نسوا مكانها ولم يجدوها حين خرجوا للعمرة في العام التالي لصلح الحديبية، فروى البخاري عن سعيد بن المسيب أنه قال: «حَدَّثَنِي أَبِي أَنَّهُ كَانَ فِيمَنْ بَايَعَ رَسُولَ اللَّهِ صلّى الله عليه وسلّم تَحْتَ الشَّجَرَةِ، قَالَ: فَلَمَّا خَرَجْنَا مِنْ الْعَامِ الْمُقْبِلِ نَسِينَاهَا، فَلَمْ نَقْدِرْ عَلَيْهَا»، وكذلك قال عبد الله بن عمر: «رَجَعْنَا مِنْ الْعَامِ الْمُقْبِلِ، فَمَا اجْتَمَعَ مِنَّا اثْنَانِ عَلَى الشَّجَرَةِ الَّتِي بَايَعْنَا تَحْتَهَا! كَانَتْ رَحْمَةً مِنْ اللهِ.» كما ذكر الطبري أن عمر بن الخطاب مر بمكانها فبحث عنها فقال: «أين كانت؟» فجعل بعضهم يقول: هنا، وبعضهم يقول: ههنا، فلمّا كثر اختلافهم قال: «سيروا، هذا التكلّف.» فقيل أن الشجرة ذهبت وكانت سمُرة إمّا ذهب بها سيل، وإمّا شيء غير ذلك. ورجَّح الحاكم النيسابوري ذلك في كتابه معرفة علوم الحديث فقال: «ثمّ إنّ الشجرة فُقدت بعد ذلك، فلم يجدوها، وقالوا: إنّ السّيول ذهبت بها، فقال سعيد بن المسيب: سمعت أبي – وكان من أصحاب الشّجرة – يقول: قد طلبناها غير مرّة فلم نجدها.» وذكر ابن حجر العسقلاني أن في اختفاء الشجرة وعدم معرفتها حكمة فقال: «وبيان الحكمة فِي ذَلِك وهو أَن لا يحصل بِهَا افتِتان لِما وَقع تحتها مِن الخير، فَلو بَقِيت لَما أُمِنَ تعظِيم بعض الجهال لَها، حتى ربما أَفضى بِهِم إلى اعتِقَاد أَن لَها قوةَ نفعٍ أَو ضُرٍّ كما نراه الآن مُشَاهَداً فِيمَا هو دونها.»
وذكر بعض الصحابة أنه يَعرف مكانَها منهم جابرُ بن عبد الله حيث قال: «قال لنا رسولُ اللهِ صلّى الله عليه وسلّم يَوْمَ الْحُدَيْبِيَةِ: أَنْتُمْ خَيْرُ أَهْلِ الْأَرْضِ، وَكُنَّا أَلْفًا وَأَرْبَعَ مِائَةٍ، وَلَوْ كُنْتُ أُبْصِرُ الْيَوْمَ لَأَرَيْتُكُمْ مَكَانَ الشَّجَرَةِ.» وعلق على ذلك ابن حجر العسقلاني في كتابه فتح الباري فقال: «إنكار سعيد بن المسيّب على من زعم أنّه عرفها معتمدا على قول أبيه: إنّهم لم يعرفوها في العام المقبل، لا يدلّ على رفع معرفتها أصلا، فقد وقع عند المصنّف من حديث جابر الذي قبل هذا "لو كنت أبصر اليوم لأريتكم مكان الشجرة"؛ فهذا يدل على أنّه كان يضبط مكانها بعينه، وإذا كان في آخر عمره بعد الزمان الطويل يضبط موضعها ففيه دلالة على أنه كان يعرفها بعينها، لأنّ الظاهر أنها حين مقالته تلك كانت هلكت إما بجفاف أو بغيره، واستمر هو يعرف موضعها بعينه.»
وفي خلافة عمر بن الخطاب كان الناس يأتون شجرة الرضوان ويصلون عندها، فعلم بذلك عمر فأمر بقطعها، ويرى بعض العلماء أن الشجرة التي قطعها عمر ليست هي شجرة الحديبية الّتي تمّت عندها البيعة، لأنّه لم يعد يعرف مكانها أحدٌ، ومن كان يعرف مكانها لم يقدِر على بيانها للنّاس مثل جابر، ولكنّه قطع شجرة أخرى كان النّاس يظنّون أنّها هي الشجرة الّتي وقعت تحتها البيعة. ويستدلون على ذلك بالحديث الذي رواه البخاري أن طارق بن عبد الرحمن قال: «انْطَلَقْتُ حَاجًا، فَمَرَرْتُ بِقَوْمٍ يُصَلُّونَ، قُلْتُ: مَا هَذَا الْمَسْجِدُ ؟ قَالُوا: هَذِهِ الشَّجَرَةُ حَيْثُ بَايَعَ رَسُولُ اللَّهِ صلّى الله عليه وسلّم بَيْعَةَ الرِّضْوَانِ ! فَأَتَيْتُ سَعِيدَ بْنَ الْمُسَيَّبِ، فَأَخْبَرْتُهُ، فَقَالَ سَعِيدٌ: حَدَّثَنِي أَبِي أَنَّهُ كَانَ فِيمَنْ بَايَعَ رَسُولَ اللَّهِ صلّى الله عليه وسلّم تَحْتَ الشَّجَرَةِ، قَالَ: فَلَمَّا خَرَجْنَا مِنْ الْعَامِ الْمُقْبِلِ نَسِينَاهَا، فَلَمْ نَقْدِرْ عَلَيْهَا، فَقَالَ سَعِيدٌ: إِنَّ أَصْحَابَ مُحَمَّدٍ صلّى الله عليه وسلّم لَمْ يَعْلَمُوهَا وَعَلِمْتُمُوهَا أَنْتُمْ ؟! فَأَنْتُمْ أَعْلَمُ.» وممن ذكر أن الشجرة التي قطعها عمر ليست شجرة الرضوان ابن تيمية فيقول في كتابه اقتضاء الصراط المستقيم: «أمر عمر رضي الله عنه بقطع الشّجرة الّتي توهّموا أنّها الشّجرة الّتي بايع الصّحابة النبيّ صلّى الله عليه وسلّم تحتها بيعة الرّضوان لمّا رأى النّاس ينتابونها ويصلّون عندها كأنها المسجد الحرام أو مسجد المدينة»

## هوامش
- 1 قال المنذري: «وأخرجه الترمذي والنسائي، وقال الترمذي: حسن صحيح، هذا آخر كلامه. وأخرجه مسلم في صحيحه من حديث جابر بن عبد الله عن أم مبشر أنها سمعت رسول الله صلى الله عليه وسلم يقول عند حفصة: لا يدخل النار إن شاء الله من أصحاب الشجرة أحد من الذين بايعوا تحتها، وذكر قصة حفصة بنت عمر رضي الله عنهما.»[38]
- 2 في لسان العرب «البَدْنةُ: ناقة أو بقرة تُنْحَرُ بمكة، سُميت بذلك لأَنهم كانوا يُسمِّنونها».[39]
- 3 الحديبية هي بئر سُمي المكان باسمها؛ وهي قرية متوسطة ليست بالكبيرة وبينها وبين مكة مرحلة وبينها وبين المدينةِ تسع مراحل وبعضها في الحل وبعضها في الحرم.[2]

### معلومات المراجع المُفصَّلة
الكتب مرتبة حسب تاريخ النشر
- مسلم بن الحجاج (1916)، صحيح مسلم (ط. 1)، إسطنبول: دار الطباعة العامرة، OCLC:862990803، QID:Q123415095
- محمد رشيد رضا (1949)، محمد صلى اللّه عليه وسلم، القاهرة: دار إحياء الكتب العربية، OCLC:936117174، QID:Q60797170
- أبو عبد الله الحاكم النيسابوري (1937)، معرفة علوم الحديث، حيدر آباد: دائرة المعارف العثمانية، OCLC:4771203233، QID:Q135216883
- عبد الملك بن هشام (1955)، السيرة النبوية لابن هشام، تحقيق: مصطفى السقا، إبراهيم الإبياري، عبد الحفيظ شلبي، القاهرة: مطبعة مصطفى البابي الحلبي، OCLC:784296253، QID:Q120885568
- ابن حجر العسقلاني (1959)، فتح الباري بشرح صحيح البخاري، تحقيق: محب الدين الخطيب، بيروت: دار المعرفة للطباعة والنشر، OCLC:1103728639، QID:Q116945634
- محمد بن جرير الطبري (1967)، تاريخ الرُّسُل و المُلُوك، تحقيق: محمد أبو الفضل إبراهيم (ط. 2)، القاهرة: دار المعارف، OCLC:934442375، QID:Q114456807
- أبو عيسى محمد الترمذي (1975)، سنن الترمذي، تحقيق: أحمد محمد شاكر، محمد فؤاد عبد الباقي، إبراهيم عطوة عوض، القاهرة: مطبعة مصطفى البابي الحلبي، OCLC:4770378521، QID:Q116878327
- محمد بن أحمد السفاريني (1982)، لوامع الأنوار البهية وسواطع الأسرار الأثرية لشرح الدرة المضية في عقد الفرقة المرضية (ط. 2)، دمشق: مؤسسة الخافقين ومكتبتها، OCLC:51196232، QID:Q133824076
- محمد بن سعد البغدادي (1990)، الطبقات الكبرى، تحقيق: محمد عبد القادر عطا (ط. 1)، بيروت: دار الكتب العلمية، OCLC:949938103، QID:Q116749953
- أبو الفرج بن الجوزي (1992)، المُنتظم في تاريخ المُلُوك والأُمم، مراجعة: نعيم زرزور. تحقيق: محمد عبد القادر عطا، مصطفى عبد القادر عطا (ط. 1)، بيروت: دار الكتب العلمية، OCLC:25457932، QID:Q114811014
- محمد بن إسماعيل البخاري (1993)، صحيح البخاري، تحقيق: مصطفى ديب البغا (ط. 5)، دمشق: دار ابن كثير، OCLC:235973867، QID:Q124370879
- ابن منظور (1994)، لسان العرب (ط. 3)، بيروت: دار صادر، OCLC:4770578388، QID:Q114878607{{استشهاد}}:  صيانة الاستشهاد: ref duplicates default (link)
- ابن كثير الدمشقي (1997)، البداية والنهاية، تحقيق: عبد الله بن عبد المحسن التركي، القاهرة: هجر للطباعة والنشر والتوزيع والإعلان، OCLC:4770896261، QID:Q113496832
- ابن تيمية (1999)، اقتضاء الصراط المستقيم لمخالفة أصحاب الجحيم، بيروت: دار عالم الكتب، QID:Q135216847{{استشهاد}}:  صيانة الاستشهاد: ref duplicates default (link)
- صفي الرحمن المباركفوري (2002)، الرحيق المختوم، بيروت: دار الهلال، OCLC:4770120781، QID:Q121008886
- محمد شمس الحق العظيم آبادي (2005)، عون المعبود على شرح سنن أبي داود، بيروت: دار ابن حزم، QID:Q127425362
- علي بن برهان الدين الحلبي (2006)، إنسان العيون في سيرة الأمين المأمون: السيرة الحلبية (ط. 2)، بيروت: دار الكتب العلمية، OCLC:4770543226، QID:Q116753167
- شمس الدين الذهبي (2006)، سير أعلام النبلاء، تحقيق: محمد أيمن الشبراوي، القاهرة: دار الحديث، OCLC:85849749، QID:Q120648548
- حسن بن محمد المشاط (2006)، إنارة الدجى في مغازي خير الورى صلى الله عليه وآله وسلم، جدة: دار المنهاج، OCLC:4770526184، QID:Q135214489
- محمد بن جرير الطبري (2010)، جامع البيان عن تأويل آي القرآن، تحقيق: محمود محمد شاكر، مكة المكرمة: دار التربية والتراث، QID:Q121008769
- موسى بن راشد العازمي (2011)، اللؤلؤ المكنون في سيرة النبي المأمون، مدينة الكويت: المكتبة العامرية، QID:Q135216658

## وصلات خارجية
- بيعة الرضوان والدروس المستفادة منها، موقع قصة الإسلام، إشراف: راغب السرجاني، نُشر بتاريخ 17 أبريل 2010.
- أول من بايع بيعة الرضوان…أبو السنان وهب بن محصن الأسدي، مقال في مجلة دعوة الحق، العددان 138 و139.
- بيعة الرضوان، مقالات إسلام ويب، نُشر بتاريخ 15 مايو 2002.